# Castell Vell (Brunyola)
El Castell Vell és una obra del municipi de Brunyola i Sant Martí Sapresa (Selva) inclosa en l'Inventari del Patrimoni Arquitectònic de Catalunya.

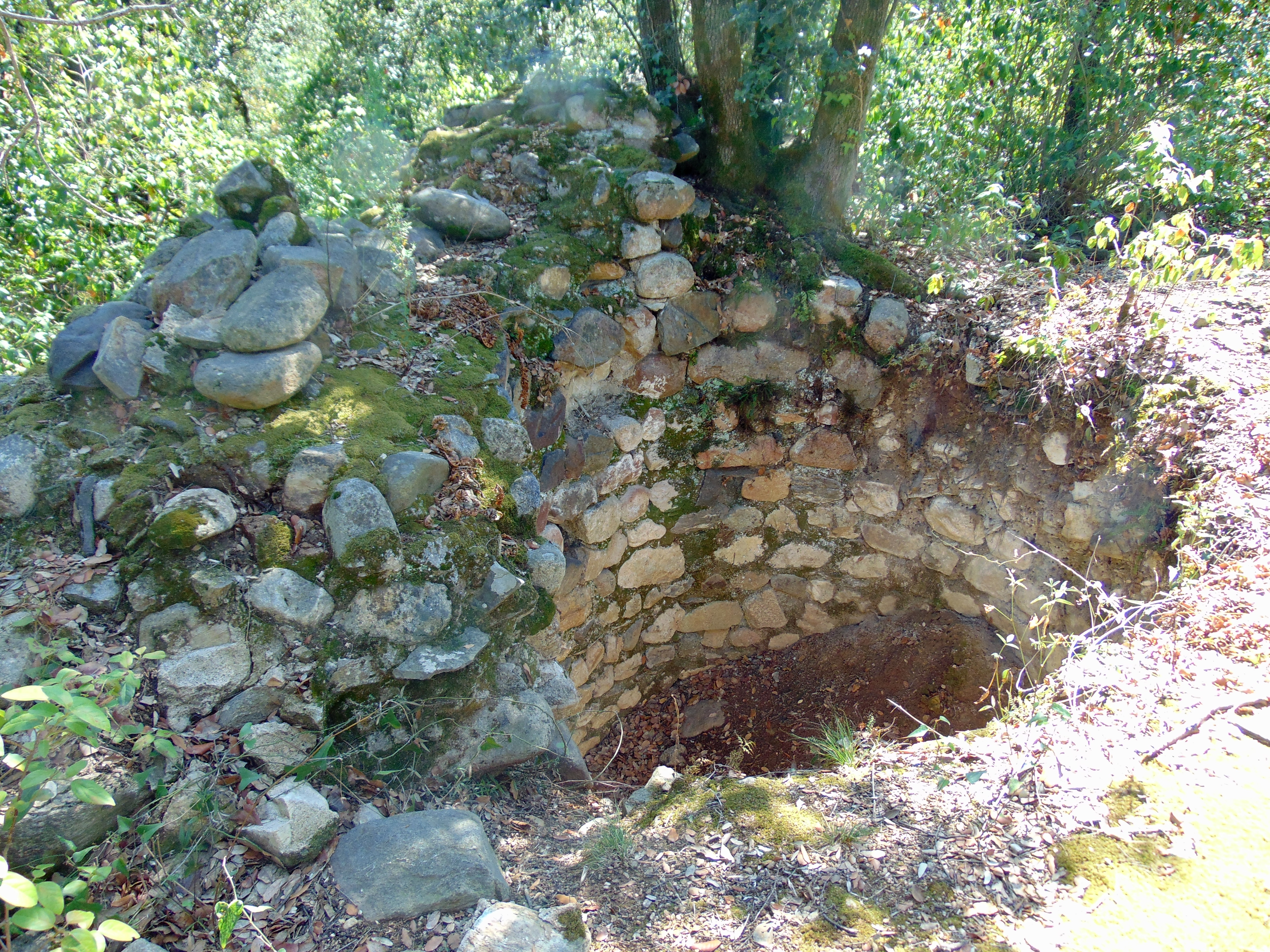
Restes de la torre rodona

## Descripció
Actualment només queden les restes d'una antiga fortificació amb forma de torre circular i recinte rectangular adossat. El petit replà on se situen les restes del Castell Vell està a uns 225 metres d'altitud, una mica més baix que els turons més propers, el Puig del Castell (255 m) i el Puig de la Creu (301 m).
Les restes de la torre rodona arriben a una alçada màxima de tres metres i es pot apreciar perfectament l'aparell constructiu i el diàmetre. Les parets de la torre són fetes de pedra poc desbastada i lligades amb morter i tenen una amplada de més d'un metre. El diàmetre interior de la torre és d'uns 3 metres i, a l'exterior, es veuen algunes espitlleres.
Al voltant hi ha un perímetre de 20 metres de runes i petits panys de paret coberts per la vegetació. Tot el conjunt està encerclat per un fossat que aprofita el relleu de la zona.